# Маричешти (Валча)
Маричешти (рум. Măricești) насеље је у Румунији у округу Валча у општини Фартацешти. Oпштина се налази на надморској висини од 230 m.

## Становништво
Према подацима из 2002. године у насељу је живело 119 становника, од којих су сви румунске националности.